# Armatocereus matucanensis
Armatocereus matucanensis es una especie de planta suculenta perteneciente al género Armatocereus, dentro de la familia Cactaceae. Es endémica de Sudamérica, distribuyéndose por Ecuador y Perú.

## Descripción

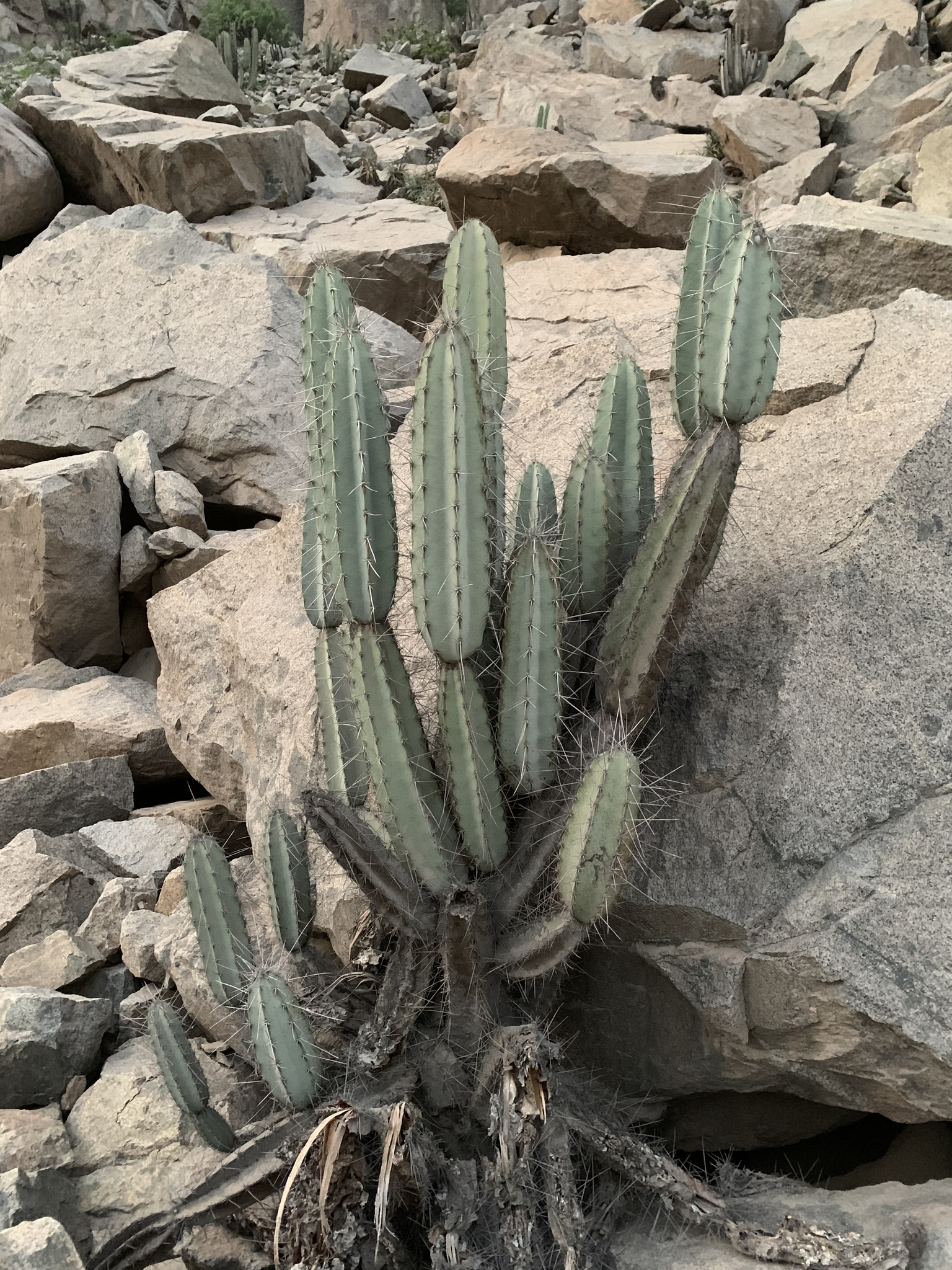
Porte de la planta

Armatocereus matucanensis es una especie de cactus que crece en forma de árbol, con tallos cilíndricos, erectos y ramificados desde la base, alcanzando alturas de hasta 6 m. Generalmente forman un tronco bien desarrollado y fuerte.
Los tallos son de color gris verdoso-azulado y se dividen en segmentos de 30 a 50 cm de largo con un diámetro de 7 a 13 cm, que se estrechan en ambos extremos. Presentan de 5 a 8 costillas, separadas por incisiones poco profundas. Las areolas presentan espinas angulosas, aplanadas y ligeramente retorcidas, que primeramente son de color marrón y luego se vuelven grises con la punta más oscura. Hay presentes de 1 a 4 espinas centrales de 3 a 7 cm de longitud, y de 8 a 14 espinas marginales de 0,5 y 1,5 cm de largo.
Las flores son estrechas, en forma de embudo y de color blanco. Se disponen en posición horizontal o vertical y miden hasta 10 centímetros de largo y 6 cm de diámetro. Los frutos tienen forma de huevo, son de color verde y miden de 8 a 13 centímetros de largo.

## Distribución y hábitat
El área de distribución nativa de esta especie va desde el sur de Ecuador hasta Perú y crece principalmente en biomas desérticos o de matorrales secos. 

## Taxonomía
Armatocereus matucanensis fue descrita por el botánico alemán Curt Backeberg y publicado por primera vez en el libro Kaktus-ABC 176, 411 en 1936.
Etimología
- Armatocereus: nombre genérico que deriva de las palabras latinas armatus (que significa 'armado') y cereus (que significa 'velas' o 'cirios'), en referencia a la morfología de sus tallos, en forma de columnas espinosas.[3]
- matucanensis: epíteto geográfico que hace referencia a la ciudad peruana de Matucana, lugar donde se descubrió la especie.[4]

Sinonimia
- Armatocereus arboreus Rauh & Backeb., publicación de 1956 en 1957
- Armatocereus churinensis Rauh & Backeb., publicación de 1956 en 1957
- Armatocereus ghiesbreghtii var. oligogonus (Rauh & Backeb.) F.Ritter, 1981
- Armatocereus mataranus F.Ritter, 1967
- Armatocereus mataranus subsp. ancashensis (F.Ritter) Ostolaza, 1998
- Armatocereus mataranus var. ancashensis F. Ritter, 1981
- Armatocereus oligogonus Rauh & Backeb., publicación de 1956 en 1957
- Armatocereus riomajensis Rauh & Backeb., publicación de 1956 en 1957
- Lemaireocereus matucanensis (Backeb.) WTMarshall, 1941

## Estado de conservación
En la Lista Roja de Especies Amenazadas de la UICN, la especie está clasificada como de “Preocupación Menor (LC)”.

## Usos
Se cultiva principalmente como planta ornamental y su propagación se realiza normalmente a través de semillas o esquejes.

## Galería

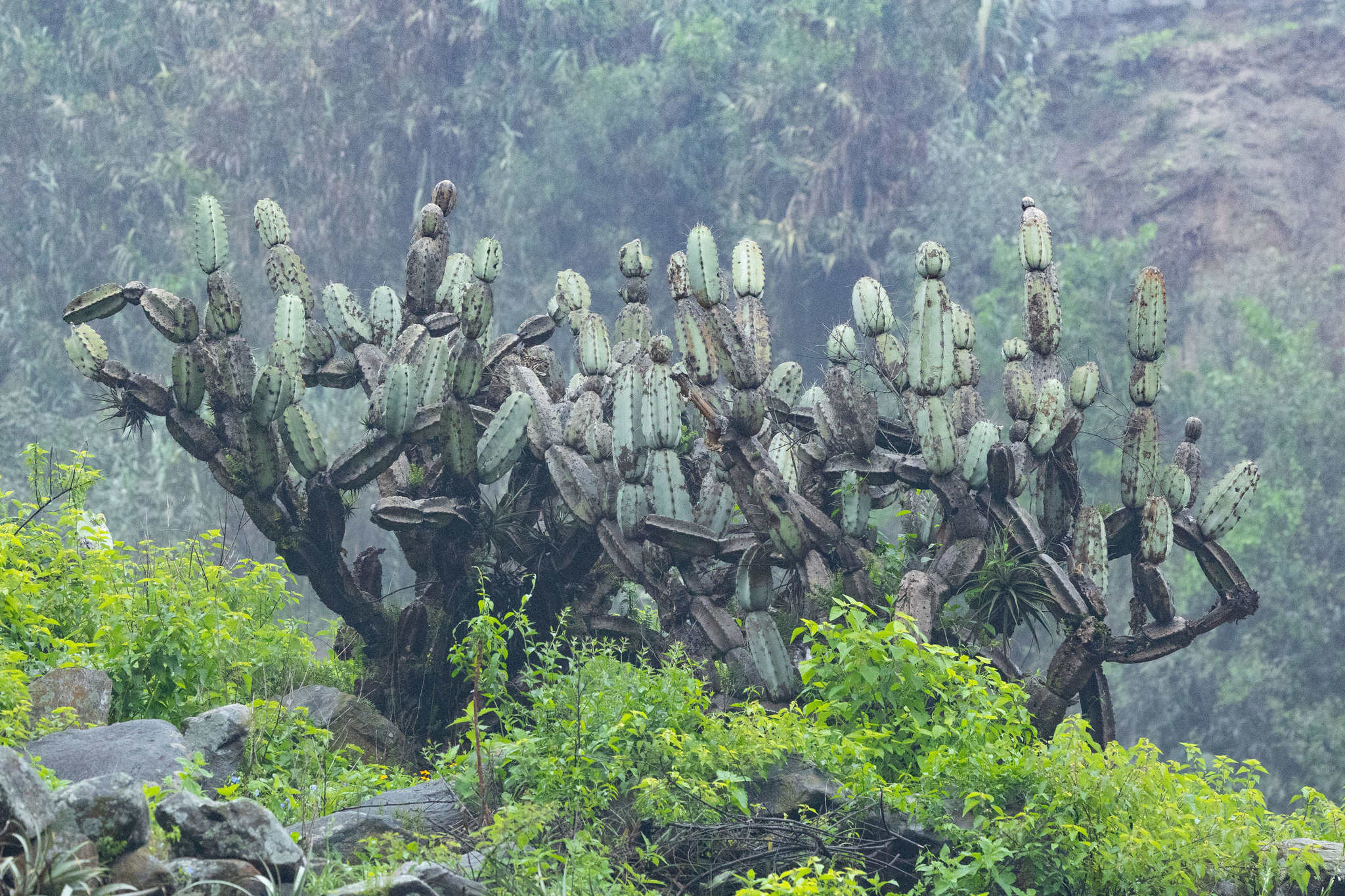
Planta en su hábitat
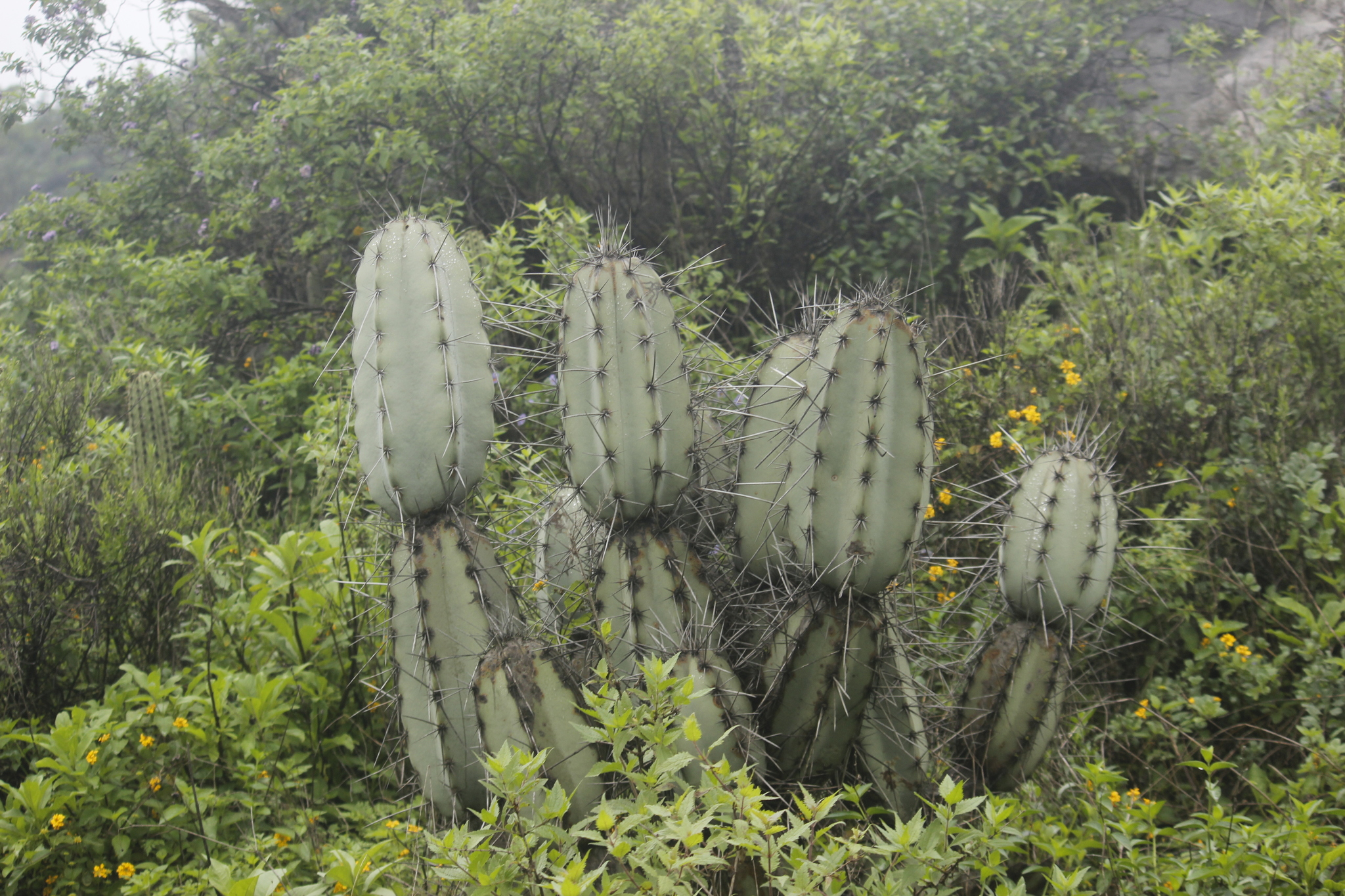
Detalle de los tallos
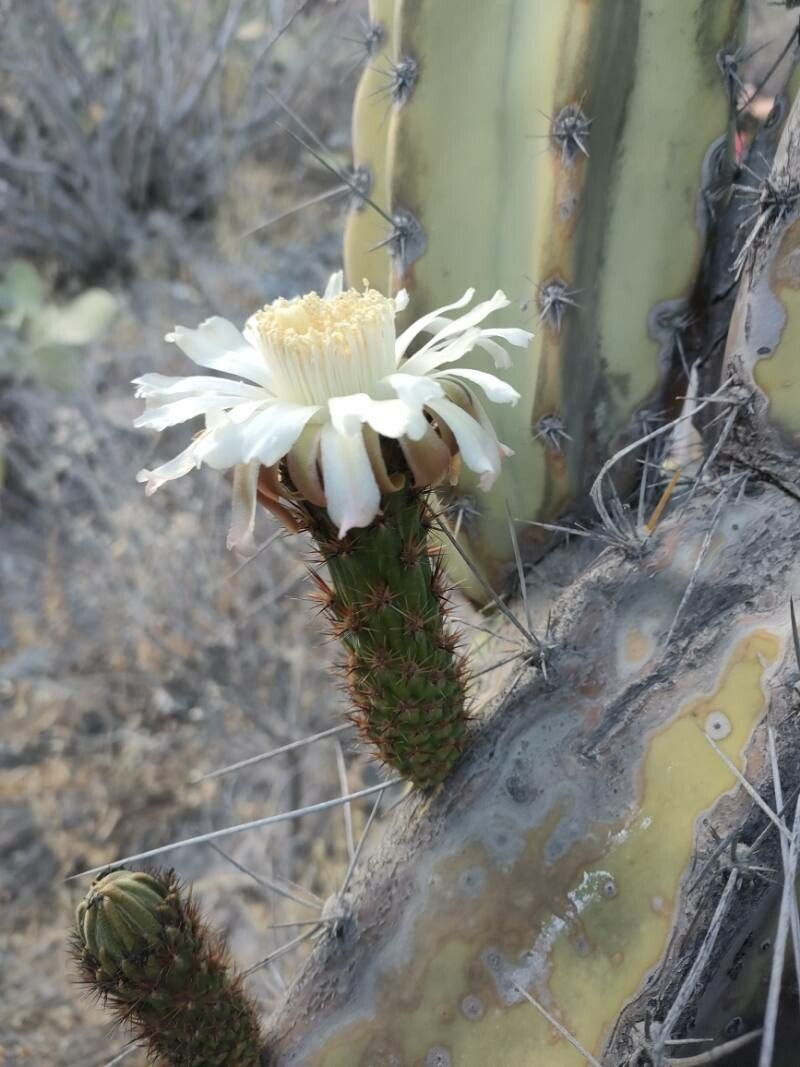
Detalle de la flor
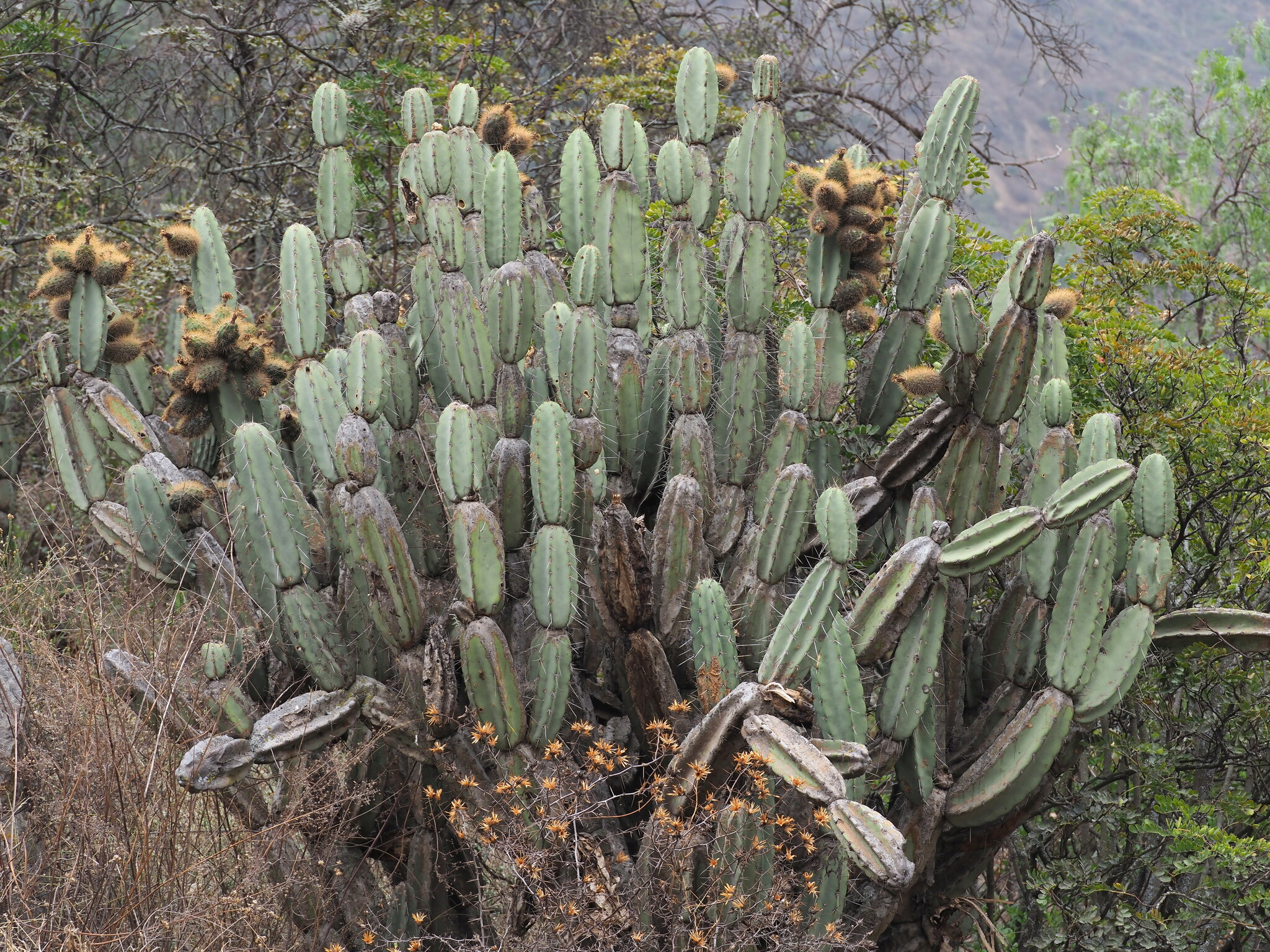
Porte de la planta
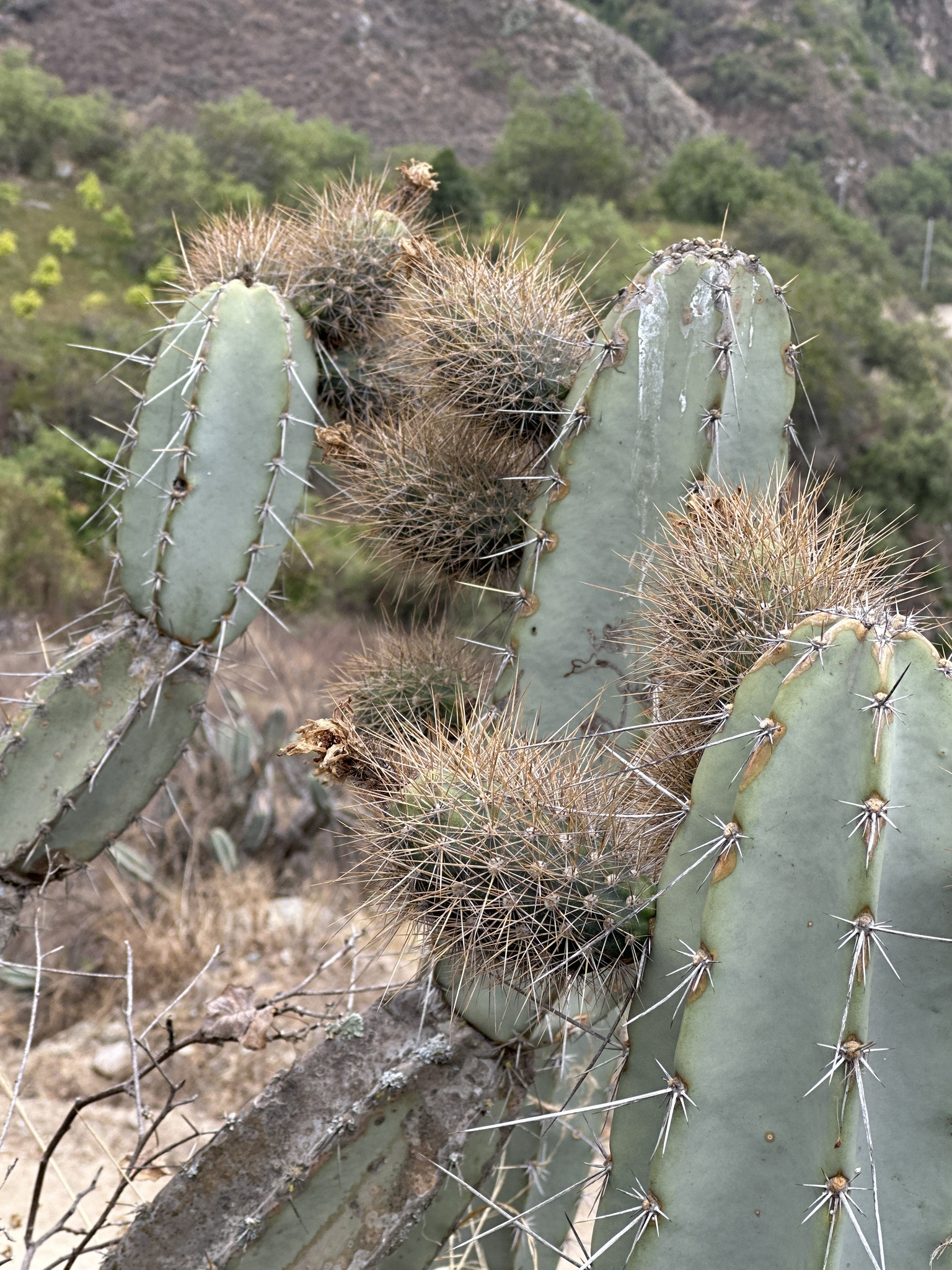
Detalle de los frutos